# NGC 2775
NGC 2775 (také známá jako Caldwell 48) je spirální galaxie v souhvězdí Raka vzdálená přibližně 50 milionů světelných let. Objevil ji britský astronom William Herschel v roce 1783.

## Pozorování

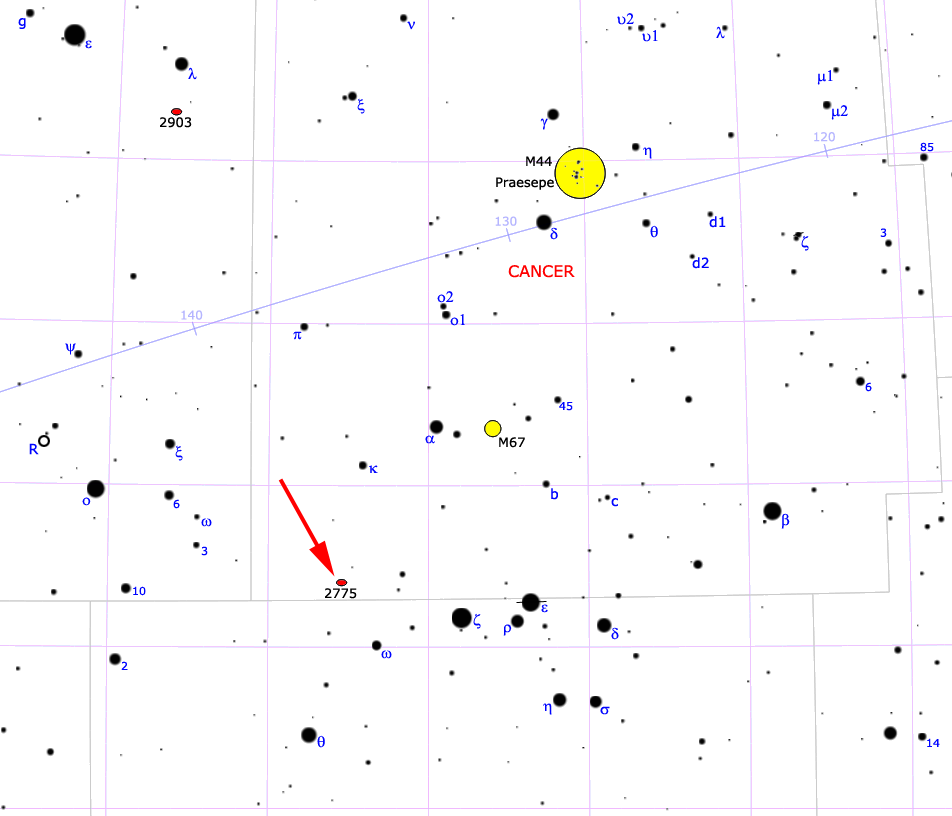
Poloha NGC 2775 v souhvězdí Raka.

Na obloze se nachází v jihovýchodním cípu souhvězdí u hranice se souhvězdím Hydry, 4 stupně východně od hvězdy Zéta Hydrae s magnitudou 3,1 a je viditelná již malým amatérským astronomickým dalekohledem, ve kterém vypadá jako zhuštěná jasná světlá skvrna bez náznaků spirální struktury. Větší dalekohled o průměru 200 mm může umožnit zahlédnout slabá spirální ramena velmi těsně navinutá kolem jádra, zvláště v jižní části. Velký jas jádra však ztěžuje jejich pozorování. Poloha galaxie poměrně blízko nebeského rovníku usnadňuje její pozorování z obou zemských polokoulí.
Do konce 19. století byla považována za součást souhvězdí Hydry, ovšem když Mezinárodní astronomická unie v roce 1930 upravila hranice souhvězdí, stala se tato galaxie součástí souhvězdí Raka (i když se zdá být mnohem blíže hvězdám Hydry, zejména ke hvězdě Zéta Hydrae).

## Historie pozorování
Galaxii objevil William Herschel v roce 1783 pomocí zrcadlového dalekohledu o průměru 18,7 palce (475 mm). Popsal ji takto: "velmi velká a jasná kulatá mlhovina s jasným jádrem."
Jeho syn John ji později znovu pozoroval a zařadil ji do svého katalogu mlhovin a hvězdokup General Catalogue of Nebulae and Clusters pod číslem 1771.

## Vlastnosti
Tato galaxie má galaktickou výduť a mnoho spirálních ramen, ve kterých se nalézá několik HII oblastí, což naznačuje nedávný vznik hvězd. Galaxie patří do třídy Sa, je tedy velmi podobná známé Galaxii Sombrero, ale od našeho úhlu pohledu je odkloněná pouze o 39°. Odhady její vzdálenosti od Země jsou různé, ale nejvěrohodnější hodnotou je 55 až 60 milionů světelných let. Pokud je tato hodnota správná, pak má galaxie průměr 73 tisíc světelných let a svítivost jako 17 miliard Sluncí.
Výzkumy zaměřené na vyzařování na větších vlnových délkách ukázaly, že galaktická výduť neobsahuje chladný plyn, ale vyzařování rentgenového záření má rozložení podobné jako hvězdy, a tedy ukazuje na probíhající tvorbu hvězd. Předpokládá se, že výduť již téměř neobsahuje plyny, protože byly pravděpodobně vyhnány silnými hvězdnými větry hvězdami této oblasti.
NGC 2775 je nejvýznamnější člen malé skupiny galaxií NGC 2775, kam patří i NGC 2777, UGC 4781 a UGC 4797, a která je součástí Místní nadkupy galaxií.
Podle pozorování radioteleskopem na observatoři Arecibo se NGC 2775 a NGC 2777 zdají být spojené vodíkovým mostem. Pozorování NGC 2775 na vlnové délce neutrálního vodíku ukázalo běžný stav a žádné stopy vzájemného ovlivňování nebyly nalezeny.

## Supernovy
23. září 1993 zde byla nalezena supernova typu Ia s názvem SN 1993Z, která v maximu dosáhla magnitudy 13,9. 
O dva dny později se pomocí měření spektra zjistilo, že maxima dosáhla již před 4 týdny.

## Galerie obrázků

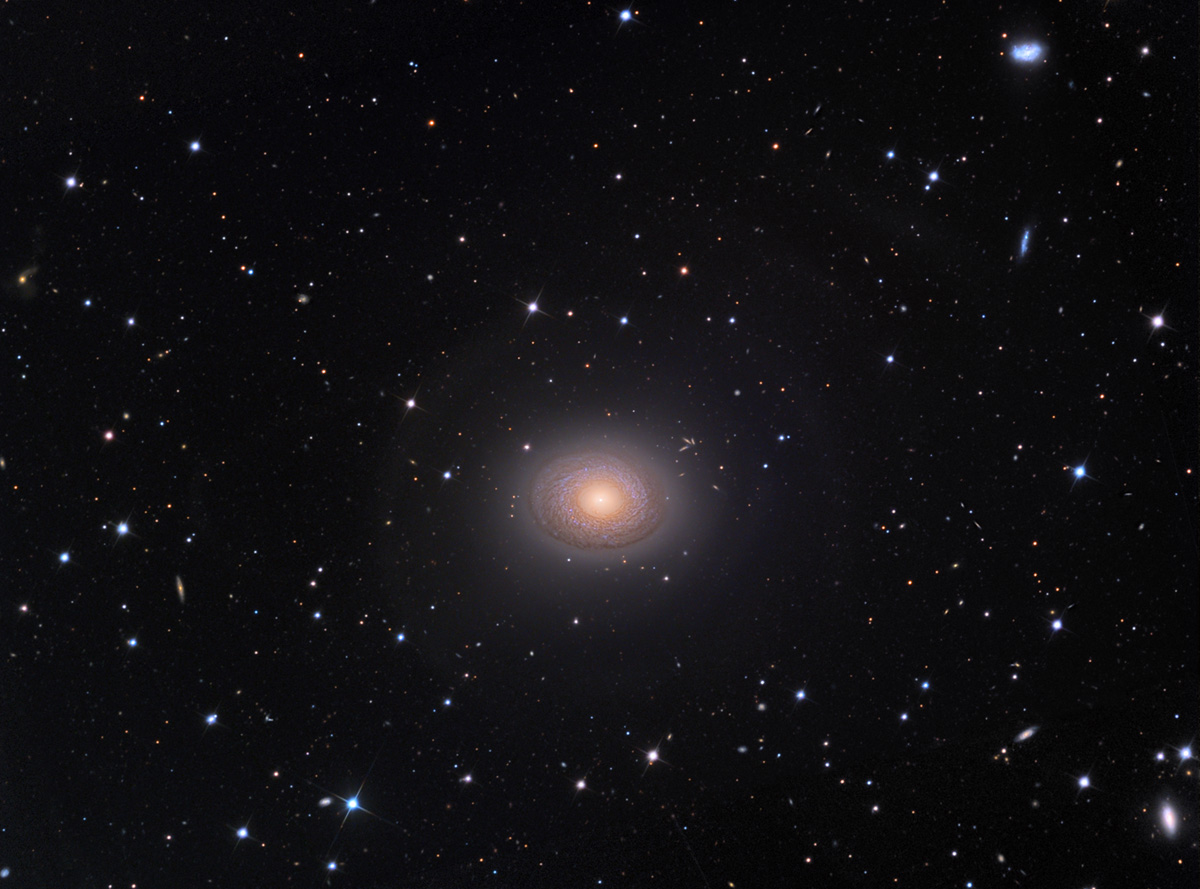
NGC 2775 na snímku z 32 palcového dalekohledu na hoře Mt. Lemmon, AZ.